# Plage de Gosselin
Plage de Gosselin är en strand i Franska Guyana (Frankrike). Den ligger i den nordöstra delen av landet, 10 km sydost om huvudstaden Cayenne.